# 高橋誠一
高橋 誠一（たかはし せいいち、1945年（昭和20年）11月23日 - 2014年（平成26年）2月11日）は、日本の地理学者・歴史学者。関西大学教授。奈良県生まれ。

## 経歴
- 1969年 - 京都大学文学部史学科人文地理学専攻卒業。
- 1973年 - 同大学院文学研究科地理学専攻博士課程中退、京都大学文学部助手。
- 1976年 - 滋賀大学教育学部講師。
- 1977年 - 助教授。
- 1985年 - 教授。
- 1993年 - 関西大学文学部教授。
- 1995年 - 「日本古代都市研究」で関西大学博士（文学）。京都府埋蔵文化財調査研究センター理事、元興寺文化財研究所評議員、沖縄県国頭郡今帰仁村今帰仁城跡発掘整備委員会委員、鹿児島県大島郡伊仙町伝統文化総合活性化委員会委員など。
- 2014年2月11日午後0時51分、肝不全のため奈良県橿原市の病院で死去。68歳没。

## 著書
- 『日本古代都市研究』（古今書院） 1994
- 『琉球の都市と村落』（関西大学出版部） 2003
- 『東アジア都城紀行』（ナカニシヤ出版、叢書・地球発見） 2007
- 『日本と琉球の歴史景観と地理思想』（関西大学出版部） 2012

### 共編著
- 『与論島 琉球の原風景が残る島』（竹盛窪共著、ナカニシヤ出版） 2005
- 『都市と農地景観』（秋山元秀, 金田章裕, 溝口常俊, 山田誠共編、朝倉書店、アジアの歴史地理） 2008

## 参考
- [ISBN　978-4-87354-549-3]
- 『現代日本人名録』2002年
- J-GLOBAL